# Vaccinium rubroviolaceum
Vaccinium rubroviolaceum är en ljungväxtart som beskrevs av Herman Otto Sleumer. Vaccinium rubroviolaceum ingår i Blåbärssläktet, och familjen ljungväxter. Inga underarter finns listade i Catalogue of Life.